# 1443
Пізнє Середньовіччя •  Відродження •  Реконкіста •  Ганза •  Столітня війна •  Ацтецький потрійний союз •  Імперія інків

## Геополітична ситуація
Османську державу очолює Мурад II (до 1444). Імператором Візантії є Іоанн VIII Палеолог (до 1448), королем Німеччини — Фрідріх III. У Франції королює Карл VII Звитяжний (до 1461).
Апеннінський півострів розділений: північ належить Священній Римській імперії, середню частину займає Папська область, південь належить Неаполітанському королівству. Деякі міста півночі: Венеція, Флоренція, Генуя тощо, мають статус міст-республік.
Майже весь Піренейський півострів займають християнські Кастилія і Леон, де править Хуан II (до 1454), Арагонське королівство на чолі з Альфонсо V Великодушним (до 1458) та Португалія, де королює Афонсо V (до 1481). Під владою маврів залишилися тільки землі на самому півдні.
Генріх VI є королем Англії (до 1461). Норвегію, Данію та Швецію очолює Хрістофер Баварський (до 1448). Королем Угорщини та Богемії оголошено Ладіслав Постума. Королем польсько-литовської держави є Владислав III Варненчик (до 1444). Його також проголошено королем Угорщини. У Великому князівстві Литовському княжить Казимир IV Ягеллончик (до 1492).
Частина руських земель перебуває під владою Золотої Орди. Галичина входить до складу Польщі. Волинь належить Великому князівству Литовському. Московське князівство очолює Василь II Темний.
На заході євразійських степів від Золотої Орди відокремилися Казанське ханство, Кримське ханство, Ногайська орда. У Єгипті панують мамлюки, а Мариніди — у Магрибі. У Китаї править династія Мін. Значними державами Індостану є Делійський султанат, Бахмані, Віджаянагара. В Японії триває період Муроматі.
У Долині Мехіко править Ацтецький потрійний союз на чолі з Монтесумою I (до 1469). Цивілізація майя переживає посткласичний період. В Імперії інків править Панчакутек Юпанкі.

## Події
- Київським князем став Олелько Володимирович.
- Містечку Нараїв (нині село у Бережанському районі Тернопільської області) надано магдебурзьке право.
- Містечку Скала (нині селище міського типу Скала-Подільська у Борщівському районі Тернопільської області) надано магдебурзьке право.
- Колишній митрополит Київський Ісидор утік з ув'язнення в Москві на Захід.
- Швейцарська конфедерація завдала поразки військам Цюриха, але не змогла заволодіти містом. Король Німеччини Фрідріх III попросив допомоги проти швейцарців у французького короля.
- Французькі війська звільнили від англійців Дьєп.
- Папа римський Євгеній IV уклав мир з арагонським королем Альфонсо V, але венеціанський дож Франческо Фоскарі організував союз проти арагонців, до якого увійшли Мілан, Флоренція, Генуя.
- Янош Гуньяді розбив турецькі війська поблизу Ніша.
- Скандербег підняв повстання проти турків в Албанії.
- Влад II Дракул повернувся до влади у Волощині.
- Костянтин XI Драгаш став деспотом Мореї.
- Корейський правитель Седжон Великий запровадив хангиль.

## Народились
- 23 лютого — Матвій Корвін, угорський король (1458-1490).

## Померли
- 16 серпня — Асікаґа Йосікацу, 7-й сьоґун сьоґунату Муроматі.